# Grigorij Nowak
Grigorij Irmowicz Nowak (ros. Григорий Ирмович Новак; ur. 5 marca 1919 w Czarnobylu, zm. 10 lipca 1980 w Moskwie) – radziecki sztangista, srebrny medalista igrzysk olimpijskich i złoty medalista mistrzostw świata.

## Kariera
Swój pierwszy medal na arenie międzynarodowej wywalczył podczas mistrzostw świata w Paryżu, gdzie zwyciężył w wadze lekkociężkiej. Wynik ten powtórzył na rozgrywanych rok później mistrzostwach Europy w Helsinkach.
W 1952 roku wystartował na igrzyskach olimpijskich w Helsinkach w 1952 roku, gdzie wywalczył srebrny medal w wadze półciężkiej. Rozdzielił tam na podium Norberta Schemansky’ego z USA i Lennoxa Kilgoura z Trynidadu i Tobago. Był to jego jedyny start olimpijski.
Ośmiokrotnie był mistrzem ZSRR: w 1940 i 1943 roku w wadze średniej, w latach 1944–1949 w wadze lekkociężkiej oraz w 1951 roku w wadze półciężkiej. Ustanowił 71 rekordów świata, tym 19 oficjalnych: 15 w wyciskaniu i 4 w rwaniu.